# Верховина (Ленінградська область)
Верховина (рос. Верховина) — присілок у Волховському районі Ленінградської області Російської Федерації.
Населення становить 22 особи. Належить до муніципального утворення Усадищенське сільське поселення.

## Історія
Згідно із законом № 56-оз від 6 вересня 2004 року належить до муніципального утворення Усадищенське сільське поселення.

## Населення
| 1838 | 1862 | 1885 | 1997 | 2007 | 2010 | 2017 |
| ---- | ---- | ---- | ---- | ---- | ---- | ---- |
| 497  | ↗603 | ↘290 | ↘57  | ↘30  | ↘23  | ↘22  |